# Csaby Imre
Csaby Imre (Városhidvég, 1833. november 10. – Budapest, 1914. szeptember 23.) színész, rendező.

## Életútja
Veszprémben, a piaristáknál járta iskoláit; azután színész lett és 1856. március 5-én lépett először színpadra Hódmezővásárhelyen. Ezután több társulatnál szerepelt mint elsőrendű hős- és jellemszínész, egy ideig igazgató is volt (az 1860-as és 1870-es években), többek közt 1870-ben Pápán. 1872. április 24-én a Nemzeti Színházban is föllépett mint vendég Brankovics György szerepében. 1883. szeptember 2-án a Népszínházban is vendégszerepelt a Fittyben, a rongyos ember szerepében, szép sikerrel. 1890. január havában a Nemzeti Színház énekkarába szerződött. A színipályán 30 évet töltött és 1900. január 1-én nyugalomba vonult.

## Családja
Első neje Kiss Eszter Lujza, színésznő, színipályára lépett: 1851. június 10-én. Meghalt: 1874. március 8-án, Adón (Bács megye). Lányuk Ilka, már 10 éves korában játszott a győri színpadon. Második neje Ribiczei Katalin, született 1857-ben. Színipályára lépett 1875. január havában, férje társulatánál.

## Munkája
- A talált gyöngy. Énekes színmű 3 felv. Eger, 1861. (Ezt és a Vén czimbalmos című színművét többször előadták; a Titkolt szerelem és Solymosvár tündére c. színművei kéziratban vannak.)